# Cichorioideae
Sous-famille
Classification APG III (2009)
Synonymes
Lactucoideae Lindl. (1829)

Les Cichorioideae sont une sous-famille de plantes dicotylédones de la famille des Astéracées (Composées).

## Liste des tribus et sous-tribus
Selon NCBI (8 avril 2021) :
- tribu des Arctotideae
  - sous-tribu des Arctotidinae
  - sous-tribu des Gorteriinae
- tribu des Cichorieae
  - sous-tribu des Chondrillinae
  - sous-tribu des Cichoriinae
  - sous-tribu des Crepidinae
  - sous-tribu des Hieraciinae
  - sous-tribu des Hyoseridinae
  - sous-tribu des Hypochaeridinae
  - sous-tribu des Lactucinae
  - sous-tribu des Microseridinae
  - sous-tribu des Scolyminae
  - sous-tribu des Scorzonerinae
  - sous-tribu des Warioniinae
  - sous-tribu des Gundelieae
  - sous-tribu des Liabeae
  - sous-tribu des Moquinieae
  - sous-tribu des Platycarpheae
  - sous-tribu des Vernonieae